# 南坡之变
南坡之变是发生于元至治三年（1323年）的一次政变。元英宗即位后重用拜住，清除五朝权臣铁木迭儿的势力，推行了一系列的新政。铁木迭儿的义子铁失联合对元英宗改革不满的蒙古贵族发动了政变，在上都以南不远的南坡杀死了元英宗和拜住，奉晋王也孙铁木儿即位，即元泰定帝。不久铁失被元泰定帝处死。

## 背景
元仁宗於1320年去世后，元英宗即位，太皇太后答己命铁木迭儿重新任右丞相。锐意改革的元英宗感到势孤力单，他一面与后党周旋，一面提拔木华黎的后裔、太常礼仪院使拜住，对抗铁木迭儿的势力。至治二年（1322年）八月和九月，铁木迭儿和太皇太后答己相继去世。十月，元英宗任命拜住为中书右丞相，开始推行新政。同时，迅速清除朝中铁木迭儿的势力，处死铁木迭儿之子八思吉思，后又追夺铁木迭儿财产。
铁失是铁木迭儿的义子，至治元年时被任命为御史大夫，同时领左右卫阿速亲军。元英宗曾严厉批评他身为御史大夫没有起到推荐贤才的本职工作，反而推荐了铁木迭儿之子八思吉思这样的贪墨之人，这让铁失心中非常不安。而元英宗对拜住的重用，重新启用被排挤的儒生，他的种种新政都限制了蒙古保守贵族的特权，这引起了他们的不满，元史记载当时“宗戚之中，能自拔逆党、尽忠朝廷者，惟有买奴”。于是铁失和部分蒙古保守贵族联合起来，准备政变。

## 过程与结局
至正三年八月初二，铁失派人去见抚军漠北的晋王也孙铁木儿，告诉他一旦政变成功就拥他为帝。按照《元史》的说法，也孙铁木儿立刻派人去通知元英宗铁失要谋反，但已经来不及了。八月初四（1323年9月4日），英宗从上都避暑结束，南返大都，驻驾在上都以南15公里的南坡。铁失和知枢密院事也先帖木儿、前参知政事赤斤铁木儿等人在当夜发动政变。用铁失所率的左右卫阿速亲军为外应，铁失和赤斤铁木儿等人矫诏杀死了拜住，之后又将元英宗杀死在帐中，英宗被杀时年仅21岁。
英宗被杀后，也先帖木儿等人奉皇帝玺绶迎接晋王。九月四日也孙铁木儿即位，即元泰定帝。他即位后发布大赦命令，宣布谋逆等儒家认为最不可宽恕的罪过也在可赦免之列，并封也先帖木儿为右丞相，铁失为枢密院事，稳定了也先帖木儿和铁失。十月泰定帝杀也先帖木儿于行帐，任命旭迈杰为右丞相，派他至大都杀死铁失。十一月泰定帝到达大都，将参与南坡之变的诸王流放。
1328年，泰定帝逝世後不久，元文宗以追究此事件為由推翻了其子元天順帝。